# Sujet (psychanalyse)
Pour les articles homonymes, voir Sujet.
Le sujet en psychanalyse est un terme employé principalement par Jacques Lacan, chez qui il désigne l'individu dans sa dimension psychique inconsciente (sujet de l'inconscient). 
Sigmund Freud emploie rarement le mot « sujet » (Subjekt), d'autant qu'au départ, le terme est pour lui inséparable de la conscience.

## Origines philosophiques du terme
Selon Elisabeth Roudinesco et Michel Plon, le sujet désigne depuis Descartes, Kant jusqu'à Husserl, l’être humain en tant que fondement de ses propres pensées et actions, doté d'une subjectivité de dimension à la fois universelle et singulière. Le sujet peut ainsi être défini comme sujet de la connaissance, du droit ou de la conscience (empirique, transcendantale ou phénoménale).
Dans son commentaire du livre de Raymond Cahn, Le Sujet dans la psychanalyse aujourd’hui (2016), François Richard observe que l'auteur est amené à montrer l'ambiguïté des idées de Jacques Lacan sur le sujet en psychanalyse « lorsqu'elles dérivent de Hegel et de Heidegger autant que de Freud ». Il note par ailleurs « l'omission de Sartre, dont la théorie de l’imaginaire et de l’ipséité, développée à la même période, n’a pas pu être sans incidences ».
Au chapitre de « la subjectivité à la française », les auteurs de l'article « Sujet » du Vocabulaire européen des philosophies : dictionnaire des intraduisibles sont d'avis que Jacques Lacan « recueille l'héritage lointain de deux phrases  françaises paradoxales, mais absolument idiomatiques : “le moi est haïssable”  (Pascal), “Je est un autre” (Rimbaud) ».

## Conceptualisation psychanalytique
Selon Elisabeth Roudinesco et Michel Plon, si Freud emploie le terme, c'est Jacques Lacan qui a, entre 1950 et 1965, conceptualisé la notion logique et philosophique du terme dans le cadre de sa théorie du signifiant, le sujet de la conscience devenant sujet de l’inconscient, de la science et du désir.

### Freud et le «sujet»
D'après Raymond Cahn, le terme « sujet » étant « inséparable de la conscience », Sigmund Freud n'a pas à l'utiliser, hormis « dans son opposition avec le monde extérieur et l'objet, ou leur renversement réciproque » (ainsi dans L'inconscient de la Métapsychologie de 1915). Dans les  Nouvelles Conférences d'introduction à la psychanalyse ([1932] 1933), Cahn relève aussi la reconnaissance par Freud du « Moi comme “le sujet au sens le plus propre” [...] comme une fonction à remplir ».
Bien qu'il ait été souvent remarqué que Freud « ne fait guère usage de la notion de “sujet” », Bernard Penot note une exception : Freud emploie neuf fois le terme Subjekt dans Pulsions et destins des pulsions (Métapsychologie, 1915).

### Le sujet de l'inconscient chez Lacan
C'est dans une conférence donnée au Colloque philosophique international de Royaumont en 1960 et publiée dans les Écrits, intitulée « Subversion du sujet et dialectique du désir dans
l'inconscient freudien », que Lacan énonce sa conception de la relation du sujet au signifiant « un signifiant, c'est ce qui représente un sujet pour un autre signifiant », le sujet étant conçu sous le registre freudien du clivage du moi.
Selon Chemama et Vandermersch, le sujet s'identifie en psychanalyse dans l’inconscient dès lors qu'il y a désir, on parle alors de sujet du désir. Il est à distinguer tant de l’individu biologique que du sujet en son sens philosophique, il n'est pas non plus le moi au sens de Freud, et pas le pronom personnel, le je grammatical, et bien qu'il soit un effet du langage, il n’en est pas un élément, il « "ex-siste" (se tient hors) au prix d'une perte, la castration ».

#### Qu'est-ce que «le sujet» pour Lacan?
D'après Étienne Balibar, Barbara Cassin et Alain de Libera dans l'article « Sujet » du Vocabulaire européen des philosophies, « le sujet » pour Lacan n'est « rien d'autre que la succession des effets d'une aliénation de l'individu vivant à la loi du signifiant » : tout « irréductible » qu'il soit, il n'est pas originaire, il est toujours et déjà « dépendant » et « n'existe que comme effet en retour de la parole qui le constitue (et pour commencer le nomme) ». Il oscille « à l'infini entre l'illusion d'identité, les croyances narcissiques d'une “captation imaginaire”, résumées dans la figure du moi, et l'inconnu du conflit » : la question vient « de l'autre (à commencer par l'autre sexe) » .

### Devenir: la subjectivation
Le processus qui vise à se réaliser en tant que sujet est central dans toutes les théories psychanalytiques. On parle alors de subjectivation. 
François Richard estime que le terme de subjectivation comprend le moi freudien, le soi, le « je » de Piera Aulagnier ainsi que certains aspects du sujet au sens philosophique et, « bien sûr, certains aspects du sujet au sens lacanien mais selon un renversement de perspective qui met un ça-moi originaire narcissique indifférencié en position centrale là où chez Lacan le sujet est dépendant de l’identification symbolique générée par le stade du miroir ».

#### Textes de référence
- Sigmund Freud,
  - Métapsychologie, 1915
    - L'inconscient
    - Pulsions et destins des pulsions

  - Nouvelles Conférences d'introduction à la psychanalyse ([1932] 1933) : XXXIe conférence
- Jacques Lacan,
  - Subversion du sujet et dialectique du désir, in Écrits
  - Position de l'inconscient, in Écrits
  - L'étourdit, in Scilicet, 1972

#### Études
: document utilisé comme source pour la rédaction de cet article.
(Dans l'ordre alphabétique des noms d'auteurs :)
- Étienne Balibar, Barbara Cassin, Alain de Libera, « Sujet », dans Barbara Cassin (dir.), Vocabulaire européen des philosophies : dictionnaire des intraduisibles (2004), Seuil Le Robert, Paris, 2019, p. 1233-1254,  (ISBN 978-2-02-143326-5)
- Michèle Bertrand, « La subjectivation : Succès et sens d’une notion », Le Carnet Psy, N° 259(2), p. 5-7, 2023, [lire en ligne].
- Raymond Cahn, Le Sujet dans la psychanalyse aujourd’hui, Paris, Presses universitaires de France, « Le Fil rouge », 2016, présentation [lire en ligne].
  - Raymond Cahn, « I. Freud et la question du sujet » [chapitre], dans Raymond Cahn, Le sujet dans la psychanalyse aujourd'hui, Presses Universitaires de France, p. 15-40, [lire en ligne].
  - Raymond Cahn, « sujet », dans Alain de Mijolla (dir.), Dictionnaire international de la psychanalyse, Hachette Littératures, 2005, p. 1749-1750. 
  - François Richard, « Le Sujet dans la psychanalyse aujourd’hui de Raymond Cahn », Revue française de psychanalyse, 2018/1 Vol. 82, p. 241-249, [lire en ligne].
- Roland Chemama (dir.) et Bernard Vandermersch (dir.), Dictionnaire de la psychanalyse, Paris, Larousse, 2009, 4e éd., 602 p. (ISBN 978-2-03-583942-8)
- Clotilde Leguil, « Le sujet lacanien, un « Je » sans identité », Astérion [En ligne], 21 | 2019, mis en ligne le 12 décembre 2019, consulté le 25 octobre 2024. [; DOI : https://doi.org/10.4000/asterion.4368 lire en ligne]
- Jean-Claude Milner, L’Œuvre claire : Lacan, la science et la philosophie, Le Seuil, collection « L’Ordre philosophique », 1995
- Bernard Penot, « sujet de l'inconscient », dans Alain de Mijolla (dir.), Dictionnaire international de la psychanalyse, Hachette Littératures, 2005, p. 1750-1751.
- Elisabeth Roudinesco et Michel Plon, Dictionnaire de la psychanalyse, Paris, Fayard, coll. « La Pochothèque », 2011 (1re éd. 1997), 1789 p. (ISBN 978-2-253-08854-7)
- Baldine Saint Girons, « Sujet », sur www.universalis.fr (consulté le 26 octobre 2024)